# وینزر (انتاریو)
وینزِر (Windsor) شهری در جنوب استان انتاریو، کانادا است. شهر وینزِر درست در جنوب کلان‌شهر دیترویت آمریکا قرار گرفته و از شهر دیترویت تنها به‌وسیله رودخانه دیترویت جدا شده‌است. در سال ۲۰۱۱ جمعیت این شهر ۲۷۶٬۱۶۵ بود؛ که شانزدهمین شهر پرجمعیت کانادا به‌شمار می‌رود. وینزر یکی از قطب‌های اصلی صنعت خودروسازی کانادا است.

## شهرهای خواهرخوانده
وینزر در سرتاسر جهان دارای چندین شهر به عنوان خواهرخوانده است:
| - چانگچون، چین (۱۹۹۲) - کاونتری، بریتانیا (۱۹۶۳) - فوجیساوا، ژاپن (۱۹۸۷) - گرانبی، کانادا (۱۹۵۶) - کورنوال، کانادا، (۱۹۷۲) - گانسان، کره جنوبی (۲۰۰۵) - لوبلین، لهستان (۲۰۰۰) | - مانهایم، آلمان (۱۹۸۰) - لاس ووئلتاس، السالوادور (۱۹۸۷) - اوهرید، مقدونیه - سن-اتین، فرانسه (۱۹۶۳) - سالتییو، مکزیک - اودینه، ایتالیا (۱۹۷۵) |